# オルガミ〜罠
『オルガミ〜罠』（올가미）は、1997年の韓国映画。チェ・ジウ主演。タイトルの「オルガミ」とは、罠を示す朝鮮語である。

## あらすじ
好きだった男性トンウと結婚し、幸せいっぱいだったスジン。だが、トンウの母・ジンスクは彼の身の回りの世話から家事までこなし、スジンの幸せを奪ってしまう。そして、スジンは、姑の息子に対する愛情に疑問を抱くようになる。
その一方で、トンウがスジンの虜になったことを悟ったジンスクは嫁に対して嫉妬心を抱いていた。ある日、トンウがいない家で、ジンスクはスジンに対して嫉妬の感情をぶつけた。それは、物語を悲劇の結末へと導くきっかけとなった。

## キャスト
| 役名     | 俳優           | 日本語吹替   |
| -------- | -------------- | ------------ |
| スジン   | チェ・ジウ     | 魏涼子       |
| トンウ   | パク・ヨンウ   | みやざこ夏穂 |
| ジンスク | ユン・ソジョン | 有田麻里     |
| ヘギョン | ムン・スジン   | 遠藤好       |

- その他の日本語吹き替え：鈴木佳由／大黒和広／梶原美樹／鳥畑洋人／掛川公岳